# Stanislav Kos (knjižničar)
Stanislav Kos (Krško, 5. listopada 1990. – Maribor, 22. listopada 1990.), također i Stane Kos, Stanko Kos ili Stanislaus Kos, bio je slovenski knjižničar, bibliograf i katolički teolog.
Rodio se i odrastao u Vidmu na Savi, kod Krškog. Doktorat iz teologije obranio je 1940. na Orijentalnomu institutu papinskom sveučilištu Gregoriani u Rimu disertacijom De auctore expositionis verae fidei S. Constantino Cyrillo adscriptae na latinskom i crkvenoslavenskom jeziku, pod mentorstvom Štefana Sakača. Disertacija je 1942. objavljena u Ljubljani.
Godine 1952. imenovan je knjižničarom Studentske knjižnice u Mariboru, u kojoj je od 1967. voditelj Odjela katalogizacije i klasifikacije, a od 1973. i knjižničarski savjetnik. Bavio se bibliografskim i znanstvenim radom. Pisao je o decimalnoj klasifikaciji, zavičajnoj dokumentaciji i sustavu protoka znanstvenih informacija. Dobitnik je Čopove diplome (1967.).

## Vanjske poveznice
- (slov.) (COBISS.SI)